# Desojo
Desojo település Spanyolországban, Navarra autonóm közösségben. Desojo Mués, Mendaza, Mirafuentes, Espronceda, Armañanzas és Sansol községekkel határos. Lakosainak száma 70 fő (2024).

## Népesség
A település népessége az elmúlt években az alábbi módon változott:
| Lakosok száma | 134  | 122  | 108  | 102  | 93   | 83   | 79   | 79   | 68   | 70   |
|               | 2001 | 2004 | 2007 | 2009 | 2012 | 2014 | 2017 | 2019 | 2022 | 2024 |